# 19806 Domatthews
19806 Domatthews este un asteroid din centura principală de asteroizi.

## Descriere
19806 Domatthews este un asteroid din centura principală de asteroizi. A fost descoperit pe 20 septembrie 2000 la Socorro, New Mexico, în cadrul proiectului LINEAR. Asteroidul prezintă o orbită caracterizată de o semiaxă mare de 2,20 ua, o excentricitate de 0,15 și o înclinație de 2,5° în raport cu ecliptica.